# Слепняки
Слепняки́ (лат. Miridae) — семейство полужесткокрылых из подотряда клопов.

## Описание
Клопы средних или мелких размеров; в длину достигают от 2 до 11 мм. Тело со сравнительно мягкими покровами, имеет почти круглую или почти удлинённую форму, чаще умеренно удлинённую.

## Развитие
Самка откладывает яйца в ткани растений. Зимуют яйца, реже взрослые. У подавляющего количества видов одно поколение в году.

## Классификация
В мировой фауне около 11 тыс. видов из 1538 родов, что составляет около 25 % всего разнообразия подотряда клопов. Семейство разделено на 7 подсемейств.

## Экология
Живут на растениях, большинство представителей растительноядные, некоторые зоофитофаги (питаются растительной и животной пищей) или хищники. Большинство растительноядных видов и зоофитофагов питаются на покрытосеменных растениях (травянистых, кустарниковых и древесных), однако есть и такие, которые питаются на голосемянных растениях, папоротниках и древесных грибах.

## Хозяйственное значение
Многие виды вредят сельскому хозяйству.

## Распространение
Встречаются во всех зоогеографических областях. В ископаемом состоянии известны со средней юры.